# پژوهشگاه علوم غدد و متابولیسم
پژوهشگاه علوم غدد و متابولیسم یکی از پژوهشگاه‌های تحت پوشش دانشگاه علوم پزشکی تهران است.

## تاریخچه
پژوهشگاه علوم غدد و متابولیسم دانشگاه علوم پزشکی تهران کار خود را از سال ۱۳۷۲ در زمینه علوم پایه و بالینی در بیمارستان دکتر شریعتی تهران آغاز نمود. این پژوهشگاه از سال ۱۳۷۹ به عنوان قطب علمی پژوهشی غدد درون‌ریز و متابولیسم شناخته و به دلیل تلاش‌های ارزنده در زمینه دیابت و استئوپروز، در سال ۱۳۸۵ به عنوان همکار سازمان بهداشت جهانی برگزیده شد.

## پژوهشکده‌ها و مراکز تحقیقاتی
۴ پژوهشکده و ۱۳ مرکز تحقیقاتی امور پژوهشی در پژوهشگاه علوم غدد و متابولیسم دانشگاه علوم پزشکی تهران را بر عهده دارند.

### پژوهشکده علوم بالینی غدد
- مرکز تحقیقات دیابت
- مرکز تحقیقات استئوپروز
- مرکز تحقیقات غدد و متابولیسم
- مرکز تحقیقات چاقی و عادات غذایی

### پژوهشکده علوم سلولی و مولکولی غدد
- مرکز تحقیقات اختلالات متابولیک
- مرکز تحقیقات بیوسنسور
- مرکز تحقیقات سلول درمانی و پزشکی بازساختی

### پژوهشکده علوم جمعیتی غدد
- مرکز تحقیقات بیماری‌های غیر واگیر
- مرکز تحقیقات بیماری‌های مزمن و صعب العلاج
- مرکز تحقیقات سلامت سالمندان

### پژوهشکده پزشکی ترجمان غدد
- مرکز تحقیقات پزشکی فردی
- مرکز تحقیقات پزشکی مبتنی بر شواهد
- مرکز تحقیقات متابولومیکس و ژنومیکس

## گروه‌های تحقیقاتی
- گروه تحقیقاتی پای دیابتی
- گروه مدل‌سازی مولکولی
- گروه تحقیقاتی میکروبیوتا
- گروه ایمنوژنتیک
- گروه روزه‌داری
- گروه اخلاق پزشکی

## شبکه‌های تحقیقاتی

### شبکه تحقیقات دیابت
مرکز تحقیقات غدد و متابولیسم دانشگاه علوم پزشکی تهران در سال ۱۳۸۱ با همکاری چند دانشگاه و مرکز تحقیقات مرتبط و نیز با هماهنگی مسئولین وزارت بهداشت در معاونت تحقیقات و فناوری و نیز مرکز مدیریت بیماری‌ها اقدام به راه اندازی شبکه تحقیقات دیابت نمود.

### شبکه تحقیقات استئوپروز
مرکز تحقیقات غدد و متابولیسم دانشگاه علوم پزشکی تهران در سال ۱۳۸۱ با همکاری ۷ دانشگاه و مرکز تحقیقات مرتبط و نیز با هماهنگی مسئولین وزارت بهداشت در معاونت تحقیقات و فناوری و نیز مرکز مدیریت بیماری‌ها اقدام به راه اندازی شبکه تحقیقات استئوپروز نمود. هم‌اکنون ۲۱ مرکز تحقیقاتی و دانشگاه با شبکه تحقیقات استئوپروز همکاری دارند.

## مأموریت پژوهشی
بنا بر سند راهبردی پژوهشگاه علوم غدد و متابولیسم، مأموریت پژوهشی این پژوهشگاه به قرار ذیل است:
- علوم پایه: تولید دانش کاربردی از طریق انجام تحقیقات بنیادی و پایه در زمینه انواع بیماری‌های غدد درون ریز
- علوم جمعیتی: تولید و جمع‌آوری شوهد مورد نیاز برای سیاست گذاری مؤثر و عادلانه در حوزه سلامت در سطح ملی و بین‌المللی
- علوم بالینی: گسترش کمی و کیفی تحقیقات در حیطه پژوهش‌های بالینی مرتبط با اختلالات غدد درون ریز[۱]

## دستاوردها و افتخارات
پژوهشگاه علوم غدد و متابولیسم دانشگاه علوم پزشکی تهران در طول فعالی خود افتخارات و دستاوردهای متعددی در زمینه پژوهش‌های مرتبط با علوم غدد کسب کرده‌است که از مهمترین آن‌ها می‌توان به موارد زیر اشاره کرد:

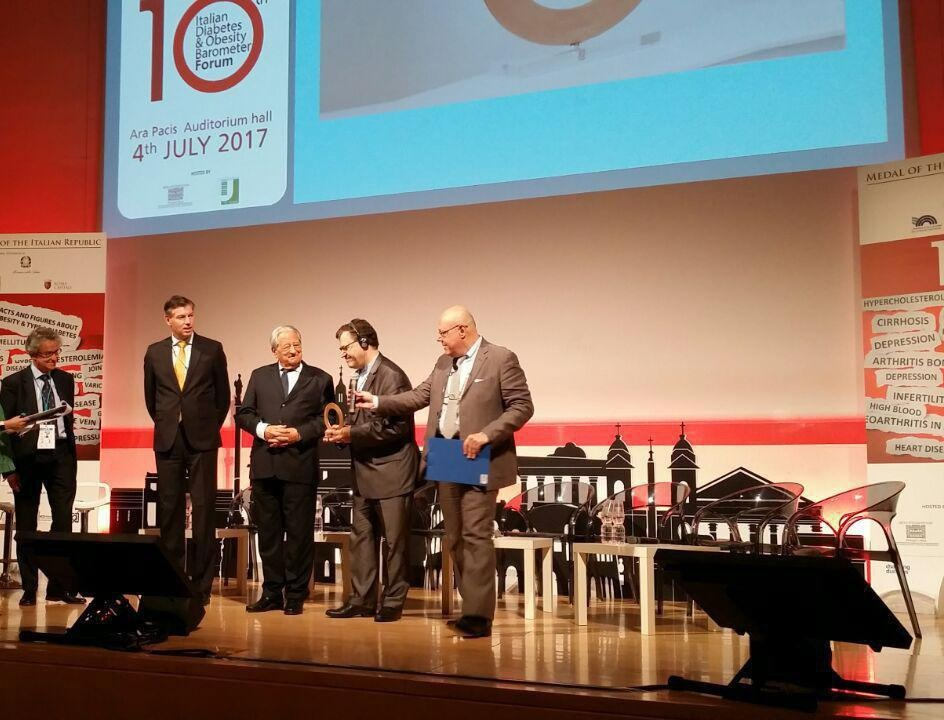
دریافت جایزه حلقه طلایی دیابت از طرف بنیاد پایش بیماری دیابت ایتالیا در سال۲۰۱۷

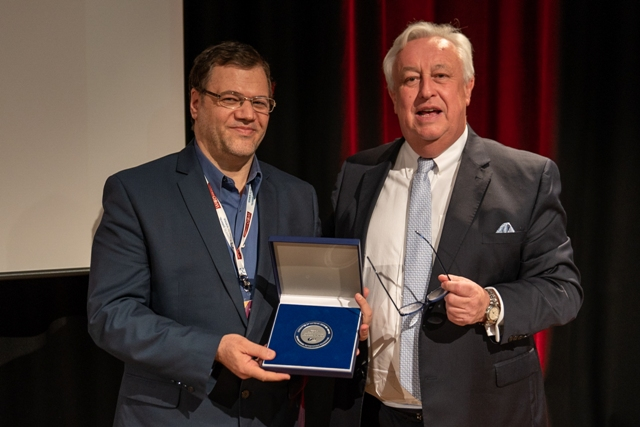
اهدای مدال بنیاد بین‌المللی پوکی استخوان به دکتر لاریجانی

- کسب رتبه اول مراکز تحقیقاتی بالینی در جشنواره علوم پزشکی رازی برای ۱۵ سال
- تولید داروی آنژی پارس برای درمان زخم پای دیابتی
- اختراع دستگاه اندازه‌گیری قند خون با استفاده از بزاق[۲]
- اختراع دستگاهی برای تشخیص سولفونیل اوره در ادرار
- استفاده از سلول‌های بنیادی در درمان دیابت
- کسب قطب علمی آموزشی غدد درون‌ریز و متابولیسم از وزارت بهداشت درمان و آموزش پزشکی در سال ۱۳۷۹
- کسب اولین جایزه جشنواره ابن سینا در سال ۱۳۸۰
- کسب رتبه برتر مجله دیابت و لیپید ایران در جشنواره علوم پزشکی رازی برای سال‌های ۱۳۸۳ و ۱۳۸۴
- جایزه آموزش از طریق بنیاد بین‌المللی پوکی استخوان در سال ۲۰۰۵
- دریافت گرنت بین‌المللی فدراسیون بین‌المللی دیابت (WDF) در سال ۲۰۰۹
- جایزه سازمان بهداشت جهانی (WHO) برای کنترل دیابت در کشورهای شرق مدیترانه در سال 2010[۳]
- نمایه شدن مجله انگلیسی دیابت و اختلالات متابولیک در PubMed در سال ۲۰۱۳
- همکار اصلی مطالعه پیمایش ملی عوامل خطر بیماری‌های غیرواگیر در کشور و تدوین اطلس بار بیماری‌ها با تمرکز بر میزان‌های مرگ و میر، امید زندگی و علل اختصاصی مرگ، به تفکیک جنسیت در ۱۹ گروه سنی و پوشش ۳۱ استان کشور برای حدود ۱۷۰ علت مرگ توسط مرکز تحقیقات بیماری‌های غیر واگیر پژوهشگاه علوم غدد و متابولیسم
- همکاری در تدوین سند بیماری‌های غیرواگیر کشور
- جایزه حلقه طلایی دیابت از طرف بنیاد پایش بیماری دیابت (IBDO) ایتالیا در سال 2017[۴]
- مدال کمیته انجمن‌های ملی بنیاد بین‌المللی پوکی استخوان (IOF) در سال 2018[۵]
- دریافت گرنت طرح افق ۲۰۲۰ اتحادیه اروپا و همکاری با کنسرسیومی متشکل از ۷ دانشگاه اروپایی با موضوع «ساخت دستگاه point of care جهت شناسایی افراد در معرض استوپروز و شکستگی‌های ناشی از آن» در سال ۲۰۱۷
- برگزیده شدن دکتر باقر لاریجانی استاد ممتاز دانشگاه علوم پزشکی تهران و بنیانگذار و رئیس پژوهشگاه علوم غدد و متابولیسم برای دریافت جایزه سالانه «پزشک بالینی بین‌المللی» انجمن متخصصین بالینی غدد درون ریز آمریکا در سال 2020[۶]